# Нэньцзян (река)
Нэньцзя́н, Нуньцзя́н (Но́нни, кит. упр. 嫩江, пиньинь nènjiāng) — река на северо-востоке Китая, левый и крупнейший приток Сунгари.
Памятники неолитической культуры Ананси (Aang’angxi) возрастом 5—6 тыс. лет находятся по обоим берегам среднего течения реки Нэньцзян. Представители культуры Ананси вели оседлый образ жизни, основанный прежде всего на рыболовстве.

## Гидрография

Бассейн Амура

Река протекает по Маньчжурской долине между хребтами Большой Хинган и Малый Хинган. Питание в основном дождевое. Замерзает в ноябре, вскрывается в апреле. Судоходна до города Цицикар, для плоскодонных судов — до города Нэньцзян (в прошлом более известен под маньчжурским названием Мэргэнь).

## Притоки
- Чол
- Ганьхэ
- Таоэрхэ
- Нэмэр

## История
Русские путешественники XVII века, пересекавшие Большой Хинган с запада на восток, называли Нэньцзян «Наун-рекой», и писали что там «живут … богдойского хана люди торгочины кочевьем и хлеб сеют»
С тех пор и практически все два с половиной века Цинской династии Нэньцзян служила главной транспортной магистралью северной Маньчжурии, соединяя два главных города этого региона — Цицикар и Нэньцзян (Мергень) — с более развитой южной Маньчжурией и Пекинским регионом. От Мергеня существовал грунтовый путь через Малый Хинган к Айгуню на Амуре.